# Matemática aplicada

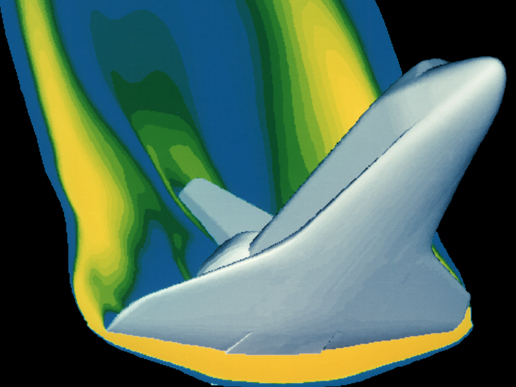
Una simulación por computador de un flujo de aire de alta velocidad alrededor de un transbordador espacial durante la reentrada. Este tipo de simulaciones requieren de complejos y poderosos métodos de matemática aplicada e ingeniería mecánica.

La matemática aplicada —también matemáticas aplicadas o matemática y aplicaciones— se refiere a aquellos métodos y herramientas matemáticos que pueden ser utilizados en el análisis o resolución de problemas pertenecientes al área de las ciencias básicas o aplicadas, como el cálculo, el álgebra lineal, las ecuaciones diferenciales y otros procedimientos ideados desde que se acuñó el concepto.
Muchos métodos matemáticos han resultado efectivos en el estudio de problemas en física, química, biología, ingeniería, medicina, ciencias sociales, informática, economía y las actividades económico-financieras o ecología. Sin embargo, una posible diferencia es que en matemáticas aplicadas se procura el desarrollo de las matemáticas «hacia afuera», es decir su aplicación o transferencia hacia el resto de las áreas. Y en menor grado «hacia dentro» o sea, hacia el desarrollo de la matemática misma. Este último sería el caso de la matemática pura o de la matemática elemental.
La matemática aplicada se usa con frecuencia en distintas áreas tecnológicas para modelado, simulación y optimización de procesos o fenómenos, como el túnel de viento o el diseño de experimentos. En las últimas décadas, una de las aplicaciones más directas de la matemática tales como: álgebra lineal, geometría plana y del espacio, cálculo y física han sido un fundamento para el desarrollo de simuladores y videojuegos en 3D.

## Historia

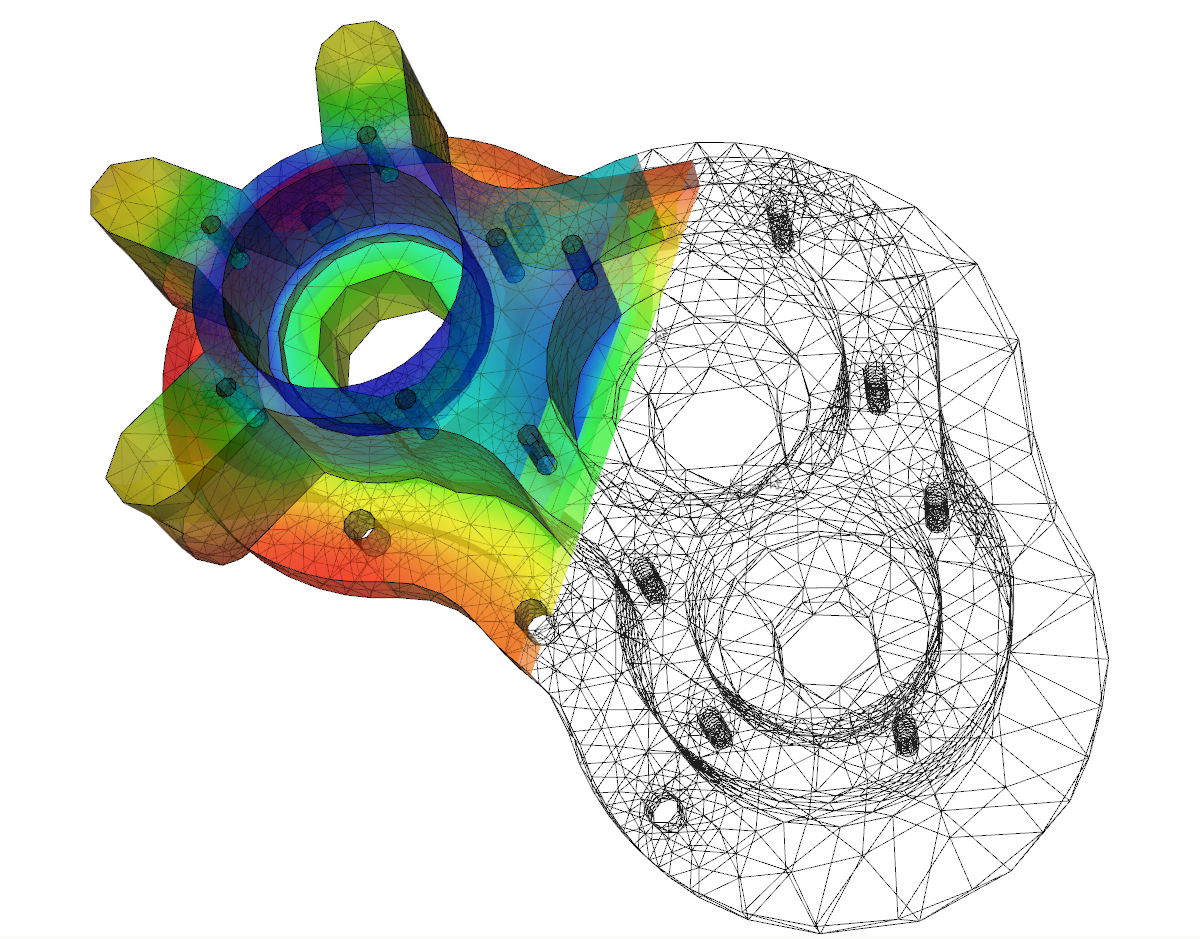
Una solución numérica de la ecuación del calor en un modelo de carcasa de bomba utilizando el método de elementos finitos.

Históricamente, la matemática aplicada consistía principalmente en análisis aplicado, sobre todo ecuaciones diferenciales; teoría de la aproximación (en sentido amplio, para incluir representación, métodos asintóticos, métodos variacionales, y análisis numérico); y probabilidad aplicada. Estas áreas de las matemáticas se relacionaron directamente con el desarrollo de la física newtoniana, y de hecho, la distinción entre matemáticos y físicos no fue muy marcada antes de mediados del siglo XIX. Esta historia dejó un legado pedagógico en Estados Unidos: hasta principios del siglo XX, asignaturas como la mecánica clásica solían impartirse en los departamentos de matemáticas aplicadas de las universidades estadounidenses en lugar de en los de física, y la mecánica de fluidos puede seguir impartiéndose en los departamentos de matemática aplicada. Los departamentos de ingeniería y ciencias de la computación han utilizado tradicionalmente la matemática aplicada.

## Divisiones

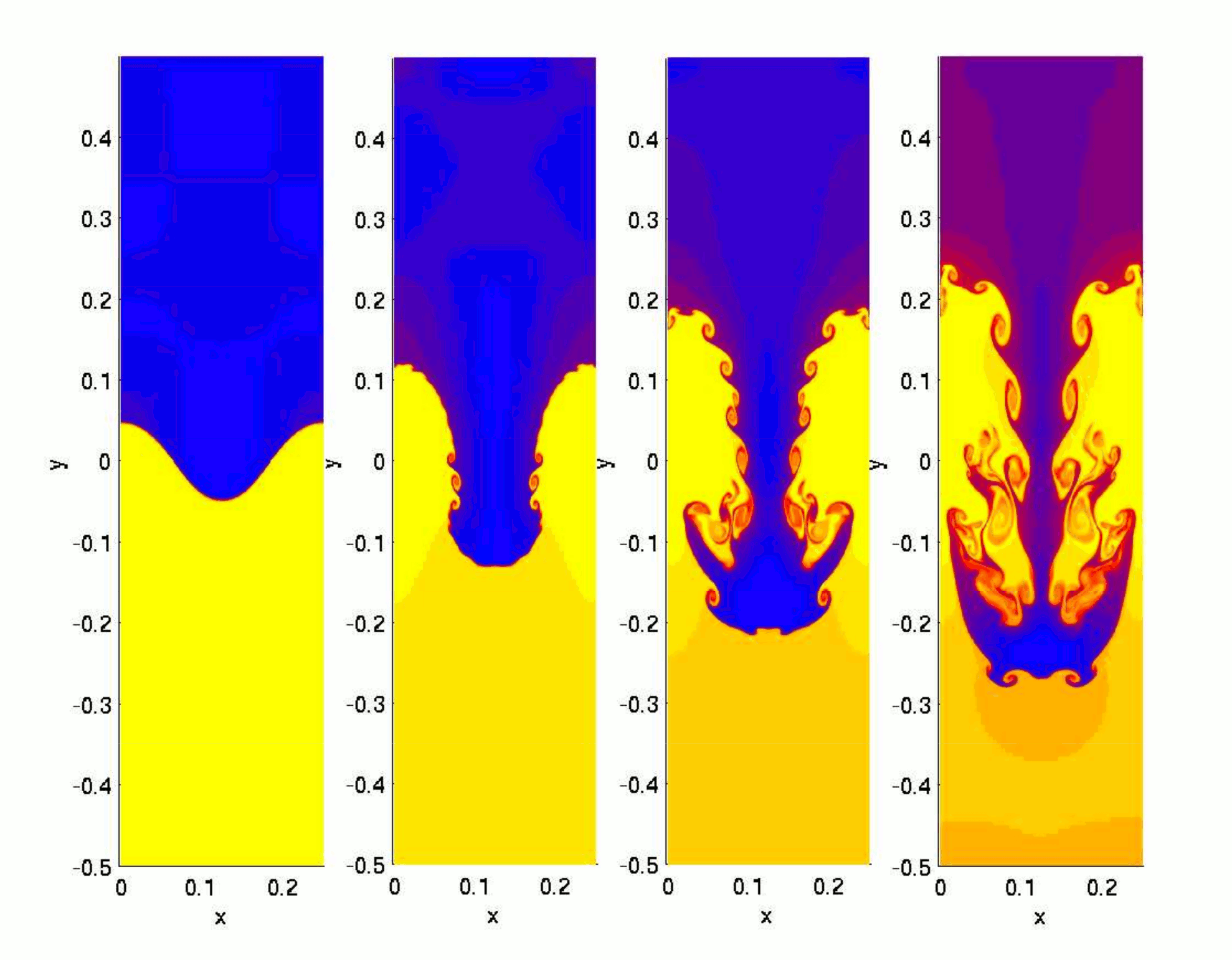
La mecánica de fluidos suele considerarse una rama de la matemática aplicadas y de la ingeniería mecánica

En la actualidad, la locución «matemática aplicada» se utiliza en un sentido más amplio. Incluye las áreas clásicas señaladas anteriormente, así como otras áreas que han adquirido una importancia creciente en las aplicaciones. Incluso campos como la teoría de números que forman parte de la matemática pura son ahora importantes en las aplicaciones (como la criptografía), aunque generalmente no se consideran parte del campo de las matemática aplicada per se.
No hay consenso sobre cuáles son las distintas ramas de la matemática aplicada. Estas categorizaciones se ven dificultadas por la forma en que las matemáticas y la ciencia cambian con el tiempo, y también por la forma en que las universidades organizan los departamentos, los cursos y las titulaciones.
Muchos matemáticos distinguen entre la "matemática aplicada", que se ocupan de los métodos matemáticos, y las "aplicaciones de la matemática" dentro de la ciencia y la ingeniería. Un biólogo que utilizara un modelo de población y aplicara las matemáticas conocidas no estaría haciendo matemáticas aplicadas, sino utilizándolas; sin embargo, los biólogos matemáticos han planteado problemas que han estimulado el crecimiento de las matemáticas puras. Matemáticos como Poincaré y Arnold niegan la existencia de las "matemáticas aplicadas" y afirman que sólo hay "aplicaciones de las matemáticas". Del mismo modo, los no matemáticos mezclan las matemáticas aplicadas y las aplicaciones de las matemáticas. El uso y desarrollo de las matemáticas para resolver problemas industriales también se denomina "matemáticas industriales".
El éxito de los modernos métodos matemáticos numéricos y del software ha llevado a la aparición de la matemática computacional, la ciencia computacional y la ingeniería computacional, que utilizan computación de alto rendimiento para la simulación de fenómenos y la solución de problemas en las ciencias y la ingeniería. A menudo se consideran interdisciplinarias.

### Matemáticas aplicables
En ocasiones, la locución 'matemáticas aplicables' se utiliza para distinguir entre las matemáticas aplicadas tradicionales que se desarrollaron junto con la física y las muchas áreas de las matemáticas que son aplicables a los problemas del mundo real hoy en día, aunque no hay consenso en cuanto a una definición precisa.
Los matemáticos suelen distinguir entre las "matemáticas aplicadas", por un lado, y las "aplicaciones de las matemáticas" o "matemáticas aplicables", tanto dentro como fuera de la ciencia y la ingeniería, por otro. Algunos matemáticos enfatizan la locución de «matemáticas aplicables» para separar o delimitar las áreas aplicadas tradicionales de las nuevas aplicaciones que surgen de campos que antes se consideraban matemáticas puras. Por ejemplo, desde este punto de vista, un ecólogo o geógrafo que utilice modelos de población y aplique matemáticas conocidas no estaría haciendo matemáticas aplicadas, sino aplicables. Incluso campos como la teoría de los números que forman parte de las matemáticas puras son ahora importantes en las aplicaciones (como la criptografía), aunque generalmente no se consideran parte del campo de las matemáticas aplicadas per se. Tales descripciones pueden llevar a considerar las matemáticas aplicables como una colección de métodos matemáticos como el análisis real, el álgebra lineal, la modelización matemática, la optimización, la combinatoria, la probabilidad y la estadística, que son útiles en áreas ajenas a las matemáticas tradicionales y no específicas de la física matemática. 
Otros autores prefieren describir las matemáticas aplicables como una unión de "nuevas" aplicaciones matemáticas con los campos tradicionales de las matemáticas aplicadas. Con esta perspectiva, las locuciones «matemática aplicada» y «matemática aplicable» son, pues, intercambiables.

## Utilidad

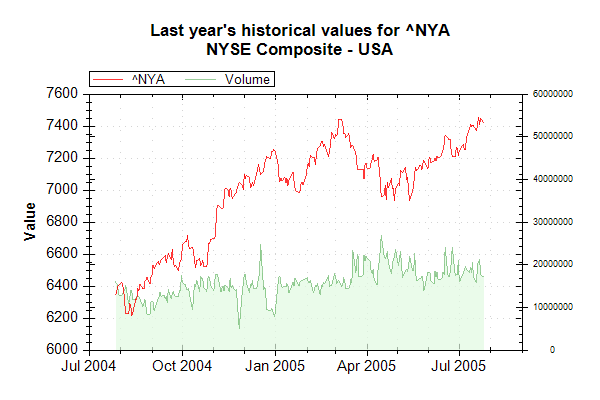
En el ámbito de las finanzas se aplican las matemáticas para modelar y analizar el comportamiento de los mercados financieros

Históricamente, las matemáticas han sido muy importantes en las ciencias naturales y la ingeniería. Sin embargo, desde la Segunda Guerra Mundial, campos ajenos a las ciencias físicas han propiciado la creación de nuevas áreas de las matemáticas, como la teoría de los juegos y la teoría de la elección social, que surgieron de consideraciones económicas. Además, la utilización y el desarrollo de los métodos matemáticos se extendió a otras áreas, dando lugar a la creación de nuevos campos como las finanzas matemáticas y la ciencia de los datos. 
La llegada del ordenador ha permitido nuevas aplicaciones: estudiar y utilizar la nueva tecnología informática en sí misma (ciencia de la computación) para abordar problemas que surgen en otras áreas de la ciencia (la ciencia computacional), así como las matemáticas de la computación (por ejemplo, la ciencia de la computación teórica, el álgebra computacional, o el análisis numérico). La estadística es probablemente la disciplina matemática más extendida que se utiliza en las ciencias sociales, pero otras áreas de las matemáticas, sobre todo la economía, están resultando cada vez más útiles en estas disciplinas.

## Matemáticas básicas frente a matemáticas aplicadas
Los matemáticos siempre han tenido opiniones divergentes sobre la distinción entre matemáticas puras y aplicadas. Uno de los ejemplos modernos más famosos (aunque quizás malinterpretado) de este debate se encuentra en la obra de G.H. Hardy Apología del Matemático.
La opinión generalizada es que Hardy consideraba que las matemáticas aplicadas eran feas y aburridas. Aunque es cierto que Hardy prefería las matemáticas básicas, que a menudo comparaba con la pintura y la poesía, consideraba que la distinción entre las matemáticas básicas y las aplicadas consistía simplemente en que las matemáticas aplicadas trataban de expresar la verdad física en un marco matemático, mientras que las matemáticas básicas expresaban verdades que eran independientes del mundo físico. Hardy hizo una distinción entre lo que llamó matemáticas "reales", "que tienen un valor estético permanente", y "las partes aburridas y elementales de las matemáticas" que tienen un uso práctico.
Hardy consideraba que algunos físicos, como Einstein y Dirac, se encontraban entre los matemáticos "reales", pero en el momento en que escribía la Apología consideraba que la relatividad general y la mecánica cuántica eran "inútiles", lo que le permitía mantener la opinión de que sólo las matemáticas "aburridas" eran útiles. Además, admitió brevemente que -al igual que la aplicación de la teoría de matrices y la teoría de grupos a la física había llegado de forma inesperada- podría llegar un momento en el que algunos tipos de matemáticas bellas y "reales" también fueran útiles.
Otro punto de vista perspicaz es el ofrecido por Magid:

Siempre he pensado que un buen modelo aquí podría extraerse de la teoría de anillos. En ese tema, uno tiene las subáreas de teoría de anillos conmutativos y teoría de anillos no conmutativos. Un observador desinformado podría pensar que representan una dicotomía, pero en realidad la segunda subsume a la primera: un anillo no conmutativo es un anillo no necesariamente conmutativo. Si utilizamos convenciones similares, entonces podríamos referirnos a las matemáticas aplicadas y a las matemáticas no aplicadas, donde por estas últimas nos referimos a las matemáticas no necesariamente aplicadas... [énfasis añadido]

Friedrich Engels argumentó en Anti-Dühring que:

"no es en absoluto cierto que en las matemáticas básicas o puras la mente se ocupe solo de sus propias creaciones e imaginaciones. Los conceptos de número y figura no han sido inventados a partir de ninguna otra fuente que no sea el mundo de la realidad". : 36 

Además, también sostuvo que:

"antes de que se llegara a la idea de deducir la forma de un cilindro a partir de la rotación de un rectángulo alrededor de uno de sus lados, se debieron examinar una serie de rectángulos y cilindros reales, aunque imperfectos en su forma. Como todas las demás ciencias, las matemáticas surgieron de las necesidades de los hombres... Pero, como en todos los compartimentos del pensamiento, en una determinada etapa de su desarrollo, las leyes, que fueron abstraídas del mundo real, se divorcian del mundo real, y se oponen a él como algo independiente, como leyes que vienen de fuera, a las que el mundo tiene que ajustarse."

## Áreas de las matemáticas con aplicaciones frecuentes

### Cálculo diferencial e integral

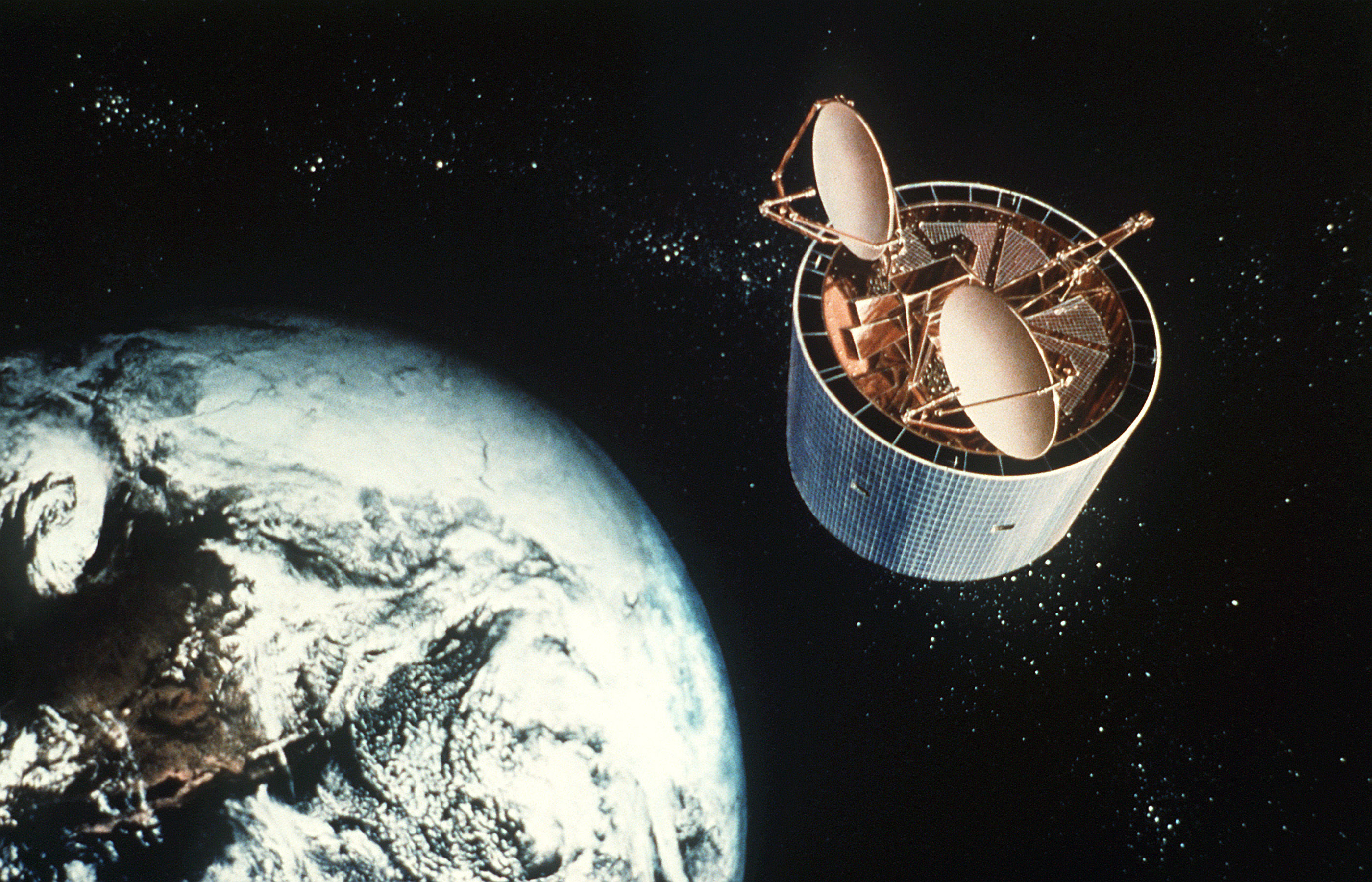
Tanto la mecánica clásica como la mecánica relativista utilizan el lenguaje del cálculo. Esto a su vez permite entender el movimiento de cuerpos celestes y realizar viajes espaciales o poner en órbita satélites artificiales

El cálculo diferencial e integral es usado en cada rama de las ciencias naturales, la estadística, la ingeniería y la economía; e incluso en los negocios, la medicina, la demografía, y más generalmente en cualquier área en la que un problema pueda ser modelado matemáticamente mediante variables continuas de números reales o complejos, y donde se desee obtener una solución óptima; o cuando se deban entender los ciclos e interacciones entre las variables. En palabras de Steven Strogatz:

«El interior de un átomo, las cambiantes poblaciones de la vida salvaje, el clima… todo eso puede explicarse mediante el lenguaje del cálculo. De alguna manera este lenguaje… es simplemente la mejor herramienta que jamás hayamos inventado».

### Análisis numérico
El campo del análisis numérico incluye muchas subdisciplinas. Algunas de las principales son:
Interpolación, extrapolación y regresión
La interpolación resuelve el siguiente problema: dado el valor de alguna función desconocida en un número de puntos, ¿qué valor tiene esa función en algún otro punto entre los puntos dados?
La extrapolación es muy similar a la interpolación, salvo que ahora hay que encontrar el valor de la función desconocida en un punto que está fuera de los puntos dados.
La regresión también es similar, pero tiene en cuenta que los datos son imprecisos. Dados unos puntos, y una medida del valor de alguna función en estos puntos (con un error), se puede encontrar la función desconocida. El método de mínimos cuadrados es una forma de conseguirlo.
Resolución de ecuaciones y sistemas de ecuaciones
Otro problema fundamental es calcular la solución de una ecuación dada. Se suelen distinguir dos casos, dependiendo de si la ecuación es lineal o no. 
Se ha dedicado mucho esfuerzo al desarrollo de métodos para resolver sistemas de ecuaciones lineales. Los métodos directos estándar, es decir, los que utilizan alguna descomposición matricial son la eliminación gaussiana, la descomposición LU, la descomposición de Cholesky para sistemas simétricos (o hermíticos) y definidos positivos, y la descomposición QR para matrices no cuadradas. Métodos iterativos como el método de Jacobi, el método de Gauss-Seidel, la sobrerrelajación sucesiva y el método del gradiente conjugado suelen ser los preferidos para sistemas grandes. Se pueden desarrollar métodos iterativos generales utilizando un desdoblamiento de matriz.
Los algoritmos de búsqueda de raíces se utilizan para resolver ecuaciones no lineales (se llaman así porque una raíz de una función es un argumento para el que la función da cero). Si la función es diferenciable y se conoce la derivada, el método de Newton es una opción popular. La linealización es otra técnica para resolver ecuaciones no lineales.
Resolución de problemas de valores propios o de valores singulares
Varios problemas importantes se pueden plantear en términos de descomposición de valores propios o descomposición de valores singulares. Por ejemplo, el algoritmo de compresión de imágenes espectrales se basa en la descomposición del valor singular. La herramienta correspondiente en estadística se llama análisis de componentes principales.
Optimización
Los problemas de optimización preguntan por el punto en el que se maximiza (o minimiza) una función dada. A menudo, el punto también tiene que satisfacer algunas condiciones de contorno.
El campo de la optimización se divide a su vez en varios subcampos, dependiendo de la forma de la función objetivo y de la restricción. Por ejemplo, la programación lineal se ocupa del caso en que tanto la función objetivo como las restricciones son lineales. Un método famoso en programación lineal es el método simplex.
El método de los multiplicadores de Lagrange puede utilizarse para reducir los problemas de optimización con restricciones a problemas de optimización sin restricciones.
Evaluación de integrales
La integración numérica, en algunos casos también conocida como cuadratura numérica, pregunta por el valor de una integral definida. Los métodos populares utilizan una de las fórmulas de Newton-Cotes (como la regla del punto medio o la regla de Simpson) o la cuadratura gaussiana. Estos métodos se basan en una estrategia de "divide y vencerás", mediante la que una integral sobre un conjunto relativamente grande se descompone en integrales sobre conjuntos más pequeños. En dimensiones más altas, donde estos métodos se vuelven prohibitivamente caros en términos de esfuerzo computacional, se puede utilizar el método de Montecarlo o método cuasi-Monte Carlos (véase integración de Monte Carlo), o, en dimensiones modestamente grandes, el método de sparse grids.
Ecuaciones diferenciales
El análisis numérico también se ocupa de calcular (de forma aproximada) la solución de las ecuaciones diferenciales, tanto las ordinarias como las ecuaciones en derivadas parciales.
Las ecuaciones diferenciales parciales se resuelven discretizando primero la ecuación, llevándola a un subespacio de dimensión finita. Esto puede hacerse mediante un método de elementos finitos, un método de diferencias finitas, o (especialmente en ingeniería) un método de volumen finito. La justificación teórica de estos métodos suele implicar teoremas del análisis funcional. Esto reduce el problema a la solución de una ecuación algebraica.
- Álgebra lineal y otros
- Análisis complejo / variable compleja
- Análisis funcional y álgebras de Lie
- Ecuaciones diferenciales
- Estadística inferencial
- Investigación operativa
- Matemática discreta
- Optimización
- Sistemas dinámicos
- Teoría de control
- Cálculo de probabilidad
- Fractales

Se incluyen como parte central de las matemáticas aplicadas el análisis numérico y la computación científica.